# كأس يوغوسلافيا 1971–72
كأس يوغوسلافيا 1971–72 هو الموسم 25 من كأس يوغوسلافيا. أشرف على تنظيمه اتحاد صربيا لكرة القدم، وكان عدد الأندية المشاركة فيه 2565، وفاز فيه هايدوك سبليت.